# Батарито прибережний
Батари́то прибережний (Dysithamnus plumbeus) — вид горобцеподібних птахів родини сорокушових (Thamnophilidae). Ендемік Бразилії.

## Опис
Довжина птаха становить 12,5 см. Самець сірий, груди темно-сірі, кінчики покривних і махових пер білі. Верхня частина тіла самиці тьмяно-оливково-коричнева, живіт і гузка охристі, горло білувате,  кінчики покривних пер білі.

## Поширення і екологія
Прибережні батарито поширені на південно-східному узбережжі Бразилії, від південної Баїї на півночі до Ріо-де-Жанейро на півдні. Вони живуть в підліску бразильського атлантичного лісу, а також в гірських тропічних і субтропічних лісах на висоті до 800 м над рівнем моря.

## Збереження
МСОП вважає цей вид вразливим. Йому загрозує знищення природного серекдовища. Дослідники вважають, що популяція прибережних батарито нараховує 3750-15000 птахів.